# Brussels Enterprises Commerce and Industry
Brussels Entreprises Commerce and Industry (BECI) is een Belgische werkgeversorganisatie die actief is in het Brussels Hoofdstedelijk Gewest.
AVED-IHK, Voka en AKT for Wallonia zijn de tegenhangers van respectievelijk de Duitstalige Gemeenschap, Vlaanderen en Wallonië.

## Historiek
De organisatie werd in oktober 2007 opgericht uit het partnerschap van de Brusselse Kamer van Handel en Nijverheid (KHNB) en het Verbond van Ondernemingen te Brussel (VOB). De toenadering tussen beide organisaties gebeurde onder leiding van Yvan Huyghebaert.
In oktober 2008 werd de eerste voorzitter van de organisatie aangesteld, met name Emmanuel van Innis.

## Bestuur
| Periode      | Voorzitter                          |
| ------------ | ----------------------------------- |
| 2007 - 2008  | Yvan Huyghebaert Emmanuel van Innis |
| 2008 - 2010  | Emmanuel van Innis                  |
| 2010 - 2013  | Jean-Claude Daoust                  |
| 2013 - 2017  | Thierry Willemarck                  |
| 2017 - heden | Marc Decorte                        |

| Periode      | Afgevaardigd-bestuurder |
| ------------ | ----------------------- |
| 2008 - 2024  | Olivier Willocx         |
| 2024 - heden | Thierry Geerts          |

| Periode      | secretaris-generaal VOB |
| ------------ | ----------------------- |
| 2007 - heden | Jan De Brabanter        |

| Periode      | secretaris-generaal Kvk |
| ------------ | ----------------------- |
| 2007 - heden | Joëlle Evenepoel        |